# Wellnhoferia
Wellnhoferia ist eine Gattung ursprünglicher Vögel und ein naher Verwandter des Archaeopteryx. Bisher ist ein einziges Skelett bekannt, das traditionell Archaeopteryx zugeschrieben wird und auch als Solnhofener Archaeopteryx-Exemplar bekannt ist. Ob es sich bei Wellnhoferia um eine eigenständige Gattung oder um ein weiteres Archaeopteryx-Exemplar handelt, ist nach wie vor umstritten. Das Skelett wurde in der Region Eichstätt aus den Solnhofener Plattenkalken geborgen, einer der bedeutendsten Fossillagerstätten der Welt, und wird auf den Oberjura (unteres Tithonium) datiert. Es ist etwas größer als alle Archaeopteryx-Exemplare und erreichte die Größe eines Haushuhns.
Das Skelett befand sich anfangs in der privaten Fossiliensammlung von Friedrich Müller, dem früheren Bürgermeister von Solnhofen. Müller präparierte das Fossil und verkaufte es 1987 an die Gemeinde Solnhofen, wo es heute im Bürgermeister-Müller-Museum ausgestellt wird. Das Fundjahr und der genaue Fundort sind nicht bekannt. Peter Wellnhofer veröffentlichte 1988 die Erstbeschreibung dieses Fossils.

## Fund
Das Skelett wurde innerhalb der Oberen Solnhofener Schichten gefunden, die auf das untere Untertithonium datiert werden. Es befindet sich auf einer 39 × 52 cm großen Gesteinsplatte, die aus mehreren Bruchstücken zusammengefügt wurde. Da das Fossil von einer tonigen Lage bedeckt war, existiert keine Gegenplatte, wie sie bei Archaeopteryx-Exemplaren gefunden wurde. Das Skelett ist nicht vollständig erhalten, es fehlen unter anderem der Großteil des Schädels, das hintere Schwanzende, Teile der Rückenwirbelsäule sowie die Halswirbelsäule. Vom Schädel ist lediglich die vordere Schnauzenspitze erhalten, während lediglich 15 Schwanzwirbel überliefert sind. Müller hat das fehlende Schwanzende künstlich ergänzt. Nachweise für Federn sind nur undeutlich erhalten – flache Rippel, die von der linken Elle (Ulna) ausgehen, werden jedoch als Federschäfte der langen Armfedern gedeutet. Hinweise auf Schwanzfedern und Federn des rechten Flügels fehlen jedoch gänzlich.
Die Gesteinsplatte zeigt die rechte Seite des Fossils. Der Schwanz ist steil nach oben gerichtet, während der Hals sehr stark über den Rücken gekrümmt ist; so fand sich der Schädel im Bereich der Rückenwirbel. Die rostbraune Färbung der Knochen rührt von der diagenetischen Überkrustung durch eisenhaltige Minerale wie Limonit her.

## Abgrenzung zuArchaeopteryx

Wellnhoferia im Vergleich zur Größe eines modernen Menschen

Die Gattung Wellnhoferia wurde 2001 von Andrzej Elzanowski erstmals wissenschaftlich beschrieben, mit der einzigen Art Wellnhoferia grandis. Von Archaeopteryx unterscheidet sie sich vor allem durch den Bau des Fußskeletts: So hat die vierte Zehe lediglich vier Zehenglieder (Phalangen) – nicht fünf, wie bei Archaeopteryx. Zudem ist die vierte Zehe insgesamt kürzer. Elzanowski argumentiert, dass die Anzahl der Zehenglieder heutiger Vögel wenig variabel sei, weshalb die Abgrenzung zu Archaeopteryx gegeben sei. Ostrom (1992) bemerkte, dass sich bei heutigen Amphibien durch Fehlentwicklungen während der Embryonalphase mitunter Zehenglieder reduzieren, weshalb dieses Merkmal tatsächlich nur eine Besonderheit dieses Individuums gewesen sein könnte.
Während einige Forscher der Argumentation von Elzanowski folgen und Wellnhoferia als eigenständige Gattung anerkennen, schreiben andere Forscher das Fossil weiterhin der Gattung Archaeopteryx zu. Peter Wellnhofer, welcher das Fossil 1988 erstmals beschrieben hatte, ordnet es nach wie vor Archaeopteryx zu, schreibt jedoch, dass die Zuordnung zu einer eigenständigen Gattung „nicht eindeutig entkräftet werden kann“.